# De Dion-Bouton Type CY
Der De Dion-Bouton Type CY ist ein Pkw-Modell aus den 1910er Jahren. Er gehört zur Baureihe der V8-Modelle des französischen Herstellers De Dion-Bouton.

## Beschreibung
Die Zulassung durch die nationale Zulassungsbehörde erfolgte am 4. April 1911. Vorgänger war der Type CJ.
Der V8-Motor hat 90 mm Bohrung, 140 mm Hub und 7125 cm³ Hubraum. Er war damals in Frankreich mit 35 Cheval fiscal (Steuer-PS) eingestuft. Wie bei den Nachfolgemodellen gab es eine Thermosiphonkühlung. Der Motor ist vorne im Fahrgestell montiert und treibt über ein Vierganggetriebe und eine Kardanwelle die Hinterräder an. Die Hinterachse ist eine De-Dion-Achse.
Die Basis bildet ein Pressstahlrahmen. Der Radstand beträgt 3500 mm und die Spurweite 1400 mm. Eine Fahrzeuglänge von 4860 mm ist bekannt.
Bekannt sind Aufbauten als Doppelphaeton.
Die Unterschiede zum Vorgängermodell liegen im größeren Hub und Hubraum, in der Motorkühlung sowie beim Fahrgestell und Getriebe.
Das Modell wurde nur 1911 angeboten. Nachfolger wurde der Type DN, der am 20. Mai 1912 seine Zulassung erhielt.